# Hans Hüttig
Hans Hüttig (ur. 5 kwietnia 1894 w Dreźnie, zm. 23 lutego 1980 w Wachenheim an der Weinstraße) – zbrodniarz nazistowski, komendant niemieckich obozów koncentracyjnych Natzweiler-Struthof i Herzogenbusch/Vught oraz SS-Sturmbannführer. 
Uczestnik I wojny światowej. W 1932 roku wstąpił do NSDAP i SS (nr identyfikacyjny 127673). W 1933 rozpoczął służbę obozową w KL Sachsenburg, następnie w 1935 r. przeniesiono go do Dachau, skąd w 1937 r. trafił do Lichtenburga. W 1938 r. został adiutantem komendanta obozu w Buchenwaldzie, a w 1939 skierowano go na identyczne stanowisko do Flossenbürga. W 1940 r. został Schutzhaftlagerführerem w Sachsenhausen. W kwietniu 1941 mianowano go komendantem obozu Natzweiler-Struthof i stanowisko to piastował do marca 1942 r. W marcu 1942 r. skierowany został do okupowanej Norwegii, gdzie następnie został komendantem oddziałów wartowniczych w obozie policyjnym w Grini. Wreszcie od lutego 1944 do września 1944 piastował funkcję ostatniego komendanta obozu Herzogenbusch/Vught. 
Hüttig odpowiedzialny był za liczne zbrodnie popełnione na więźniach obozów koncentracyjnych. W Buchenwaldzie okrutnie znęcał się nad więźniami i skazywał ich na okrutne kary, zwłaszcza karę chłosty. W Herzogenbusch/Vught odpowiadał za śmierć 329 osób zamordowanych w egzekucjach w okresie od lipca do września 1944 r. W piątym procesie załogi Natzweiler-Struthof przed francuskim Trybunałem Wojskowym w Metz skazany został na dożywotnie pozbawienie wolności. Z więzienia wypuszczono go jednak już w 1956 r. i deportowano do Niemieckiej Republiki Federalnej. Zmarł w 1980 r. w Wachenheim an der Weinstraße.